# アラン・シュガー
シュガー男爵アラン・マイケル・シュガー（Alan Michael Sugar, Baron Sugar、1947年3月24日 - ）は、イギリスの実業家、著述家、政治家である。
1968年にアムストラッドを創業した。1991年から2001年までトッテナム・ホットスパーFCの会長兼共同オーナーを務めていた。また、2005年からBBCで放送されているリアリティ番組『アプレンティス』の司会を務めている。
『サンデー・タイムズ』紙に毎年発表している長者番付では、2015年からビリオネアとして掲載されている。2020年には、シュガーの財産は12億1,000万ポンドと推定され、イギリスで121番目に裕福な人物となっている。

## 若年期
シュガーは、イーストエンド・オブ・ロンドンのハックニー区で、ユダヤ人の家庭に生まれた。父のネイサンは、イーストエンドで仕立て屋をしていた。母方の祖父母はロシア生まれで、父方の祖父はポーランド生まれだった。シュガーの父方の祖母のサラ・シュガーは、ポーランド人の両親のもとで、ロンドンで生まれた。
シュガーは幼い頃、一家で公営アパートに住んでいた。その巻き毛から、「モップ頭」というあだ名で呼ばれていた。ハックニー区アッパー・クラプトンにあるブルック・ハウス高校に通い、青果店でアルバイトをしていた。16歳で学校を卒業した後、一時的に文部省で統計担当者として働いた。その後シュガーは、50ポンドでバンを購入し、8ポンドの保険をかけて、自動車用のラジオアンテナやその他の電気製品を売り始めた。このために、シュガーは100ポンドしかない貯金を全て取り崩した。

## アムストラッド

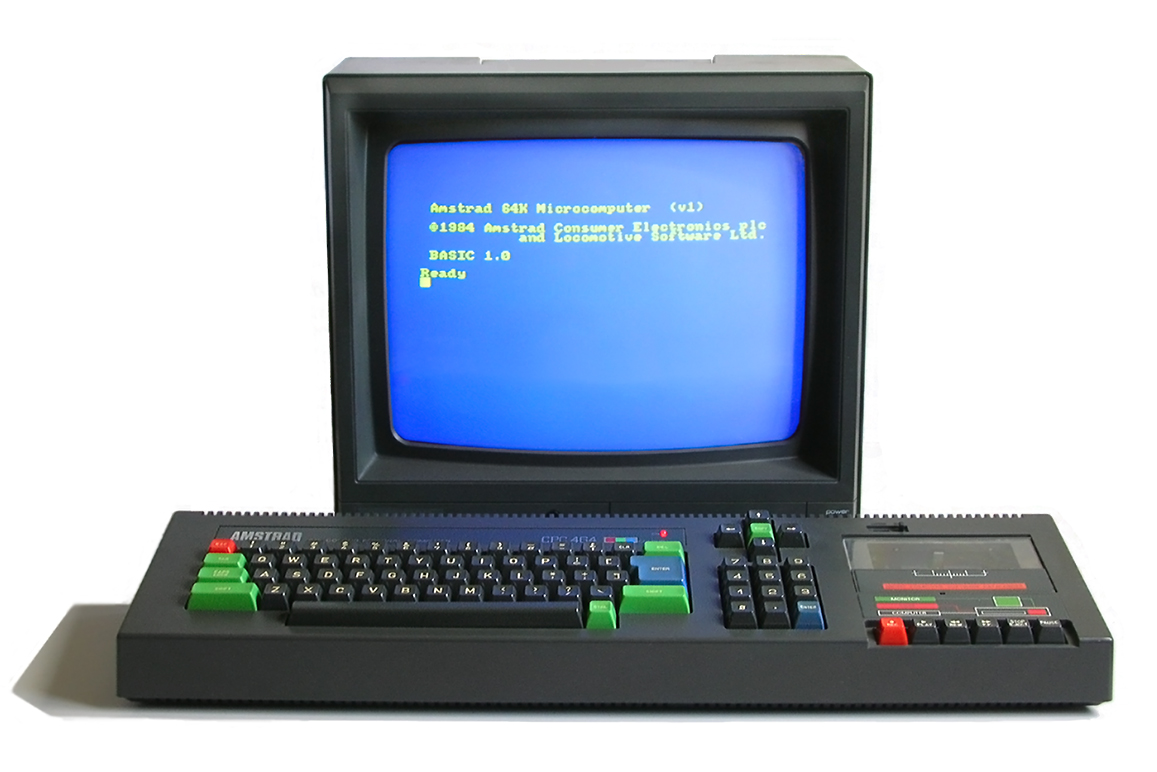
アムストラッドのパーソナルコンピュータ、CPC 464

シュガーは1968年にアムストラッド(Amstrad)を設立した。アムストラッドはアラン・マイケル・シュガー・トレーディング(Alan Michael Sugar Trading)の略である。同社は全般的な輸出入・卸売業者としてスタートしたが、すぐに家電製品を専門に扱うようになった。1970年には、自社で製品を製造するようになった。同社は、Hi-Fiオーディオのターンテーブルのカバーに射出成形プラスチックを使用し、真空成形プロセスを使用していた競合他社を大幅に下回るコストでの生産を可能にした。製造能力を拡大して、オーディオアンプやチューナーの製造も開始した。
1980年、アムストラッド社はロンドン証券取引所に上場し、1980年代には毎年利益と市場価値を倍増させていった。1984年には、ホームコンピュータ時代の到来を前にして、8ビットのパーソナルコンピュータ「CPC 464」を発売した。CPCシリーズは、CP/Mに対応し、優れたBASICインタープリタを搭載したマシンだった。高度に洗練されたBBC Micro、より複雑なグラフィックの表示が可能なコモドール64、人気の高いシンクレア・ZX Spectrumなどのライバルと競合することとなったが、全世界で300万台が販売され、8年の長きに渡り生産された。東ドイツでは、Z80クローンプロセッサを搭載した互換機が生産された。1985年、アムストラッド社はワープロ「PCW 8256」を発売し、大きな躍進を遂げた。このワープロは小売価格が300ポンドを超えていたが、ライバル機（アップル社のMacintosh Plus、小売価格2599ドルなど）よりもかなり安かった。1986年、アムストラッド社はシンクレア社のコンピュータ製品の権利を買い取り、CPCと同じスタイルのZX Spectrumを2機種製造した。また、アムストラッドのPCシリーズの最初の製品であるPC/AT互換機・PC1512を開発し、ヨーロッパでかなりの人気を博した。
1988年、アメリカの投資家スチュワート・アルソップはシュガーとジャック・トラミエルのことを「世界を代表する2人の『戦いとしてのビジネス』(business-as-war)の企業家」と評した。1990年代はアムストラッド社にとって困難な時期だった。発売した一連のビジネス用PCは、搭載したシーゲイト社製ハードディスクの信頼性の低さから顧客の不満を招き、PC市場でのアムストラッド社の評判が落ち、それが回復することはなかった。アムストラッド社はシーゲイト社に対し1億5300万ドルの逸失利益の賠償を求め、後に法廷外の和解で2,200万ドル減額された。1990年代初頭、アムストラッド社はデスクトップ・コンピュータよりもポータブル・コンピュータに注力するようになった。また、1990年にはGX4000でゲーム市場に参入したが、貧弱なゲームしか発売されなかったため商業的に失敗し、さらに、すぐに日本のゲーム機であるメガドライブやスーパーファミコンに取って代わられた。1993年、アムストラッド社はPDA「PenPad」を発売し、コンピュータよりも通信に力を入れるためにベータコム社とヴィグレン社を買収した。アムストラッドは、電話と電子メールを組み合わせた「e-m@iler」を発売し、2002年には「e-m@ilerplus」を発売したが、どちらもあまり売れなかった。
2007年7月31日、放送局のBスカイBがアムストラッド社を約1億2500万ポンドで買収することで合意したと発表された。その際、シュガーは「私は今年60歳になり、40年間ビジネスに注力してきましたが、これからは、長年連れ添った忠実なスタッフのチームのことを考えなければなりません」とコメントした。2008年7月2日、シュガーは他の事業に専念するため、アムストラッド社の会長を退任することが発表された。

## トッテナム・ホットスパー
ロバート・マックスウェルとの買収合戦の末、シュガーはテリー・ヴェナブルズと共同で、イングランドのサッカークラブ・トッテナム・ホットスパーFCを1991年6月に買収した。シュガーの投資により、当時クラブが抱えていた財務上の問題を解決することはできたが、シュガーがトッテナムを単なるビジネスとして扱っていたことが、トッテナムのサポーターから不評を買った。シュガーが会長を務めた9年間、トッテナムはリーグ戦でトップ6に入ることができず、優勝は1999年のフットボール・リーグ・カップの1回のみだった。
1993年のFAカップ決勝の前日に、シュガーはヴェナブルズを最高経営責任者から解任した。ヴェナブルズは復職を求めて高等法院に提訴したが、シュガーが勝利した。ヴェナブルズ解任の決定は、多くのトッテナムサポーターを怒らせ、シュガーは後に「バンビを殺してしまったような気分だった」と語っている。
1992年、当時のビッグ5（アーセナル、エヴァートン、リヴァプール、マンチェスター・ユナイテッド、トッテナム）の代表の中で、スカイ社によるプレミアリーグ放映権入札に賛成したのはシュガーだけだった。他の4者は、ビッグ5の試合をより頻繁に放送すると公約していたITVの入札に賛成した。入札当時、アムストラッド社はスカイ社向けの衛星放送用のアンテナを開発していたが、シュガーは入札の前にこのことを明らかにしていた。
1994年、シュガーは同年のワールドカップで活躍した3人のスター選手、イリエ・ドゥミトレスク、ゲオルゲ・ポペスク、ユルゲン・クリンスマンの獲得に資金を提供した。クリンスマンは移籍後最初のシーズンで良い活躍をし、FWA年間最優秀選手賞に選ばれたが、トッテナムがUEFAカップの出場権を得られなかったため、契約のオプトアウト条項を行使して翌シーズン前に退団した。シュガーは、クリンスマンがトッテナムで最後に着用したユニフォームを持ってテレビに登場し、「これで車を洗うつもりはない」と言った。シュガーは、高給でプレミアリーグにやってくる外国人プレーヤーを「カルロス・キッカボール」(Carlos Kickaballs)と呼んだ。クリンスマンはこれに応酬してシュガーのことを「名誉のない男」と呼び、次のように言った。「彼はお金のことしか話しません。ゲームのことは決して話しません。シュガーの心がクラブやサッカーにあるのかどうか、大きな疑問符がついていると言えるでしょう。ビジネスとサッカー、どちらが好きなのかというのが大きな問題なのです」クリンスマンは1997年12月にトッテナムにレンタル移籍した。
トッテナムの元ストライカーのテディ・シェリンガムは、1998年10月に発表した自叙伝の中で、1997年にトッテナムを退団した理由だとしてシュガーを攻撃した。シェリンガムは、1993年/1994年のシーズン中、長期に渡ってサイドラインでプレーしていた際に、怪我のふりをしていたとシュガーに非難されたと語っている。また、シェリンガムが希望していた5年契約をシュガーが拒否したのは、シェリンガムが36歳になってもトッテナムに居続けるとはシュガーが思わなかったためだと書いている。シェリンガムは、マンチェスター・ユナイテッドに移籍後、2001年にトッテナムに戻ってきて、2003年夏に37歳で放出されるまでトップチームの一員として活躍し続けた。シェリンガムは、シュガーには野心がなく、偽善者だと言っていた。例えば、シュガーはシェリンガムに選手の推薦を求めたが、シェリンガムがイングランド代表ミッドフィルダーのポール・インスを推薦すると、シュガーは「もうすぐ30歳になる選手に400万ポンドも使いたくない」と断った。シェリンガムがトッテナムを退団した後、シュガーは31歳のレス・ファーディナンドを同クラブ史上最高額の600万ポンドで獲得し、シェリンガムが望んでいたよりも高い賃金での契約を承認した。
シュガーは、トッテナムの会長を務めている間に7人の監督を任命した。ピーター・シュリーブスに始まり、ダグ・リバモアとレイ・クレメンスの二人体制、元トッテナムのミッドフィルダーのオズワルド・アルディレス、そして新進気鋭の若手監督ジェリー・フランシスなどである。1997年、シュガーは比較的無名のスイス人監督、クリスティアン・グロスを起用し、サッカー界を驚かせた。1998年のトッテナムは14位に終わり、その次のシーズンは開幕3試合でわずか3点しか獲得できなかったため、グロスは9か月間の任期で解任された。シュガーは次に、ライバルであるアーセナルの選手兼監督であったジョージ・グラハムを起用した。トッテナムは8年ぶりにリーグを優勝できたものの、トッテナムのサポーターは元アーセナルのグラハムを歓迎しなかった。グラハムがトッテナムに導入した消極的で守備的なサッカーは、サポーターから「トッテナム流」ではないとして嫌われていた。
2001年2月、シュガーはトッテナムの過半数の株式をENICグループに売却し、クラブの27%を2200万ポンドで売却した。2007年6月、シュガーは残りの12%の株式を2500万ポンドでENICに売却し、16年間のトッテナムとの付き合いを解消した。シュガーは、トッテナムで過ごした時間を「私の人生の無駄遣い」と表現した。後にシュガーは、トッテナム・ホットスパーの売却益のうちの300万ポンドを、出身地であるロンドンのイーストエンドにある劇場、ハックニー・エンパイアの改修のために寄付した。

## テレビ出演

### 『アプレンティス』
シュガーは、2005年から毎年1シリーズが放送されているBBCのリアリティ番組『アプレンティス』の司会を務めている。なお、この番組のオリジナルであるアメリカ版の司会はドナルド・トランプである。この番組では、応募者の中から選ばれた十数名の参加者がシュガーの会社であるアムストラッド社で「見習い」（アプレンティス）として働き、シュガーが課した課題に取り組む。毎週最低1人が解雇され、最後に残った1人がアムストラッド社に本採用される。2011年からは、シュガーが25万ポンドを出資してビジネスを立ち上げ、シュガーとのパートナーシップを組むように変更された。
シュガーは、第3シリーズに出演する条件として、単なるエンターテインメントではなく、よりビジネスに特化した番組にすること、また、やや好戦的なイメージのある彼を、あまり厳しいイメージで描かないようにすることを求めた。また、参加者のレベルを第2シリーズの候補者よりも高くすることや、過去のシリーズの参加者の中にこの番組での優勝を自らのキャリアアップの踏み台とした者がいた（第2シリーズの優勝者のミシェル・デューベリーは、わずか8か月でアムストラッド社を退社した）ことから、応募者の参加動機をより慎重に吟味することを希望した。2013年9月、シュガーは、2010年の優勝者であるステラ・イングリッシュに対する労働裁判所での反訴に敗れた。
シュガーはアメリカ版『アプレンティス』について、「彼らは、目的のためだけに物事を変えようとするという致命的なミスを犯し、それが裏目に出た」として批判した。

### 『セレブリティ・アプレンティス・オーストラリア』
2020年9月、オーストラリアのナイン・ネットワークで放送されている『アプレンティス』のオーストラリア版である『セレブリティ・アプレンティス・オーストラリア』で、マーク・ブーリスに変わってシュガーが新しい司会に就任することが発表された。

## その他の事業

### アムスエア
1993年に航空事業を行うアムスエア・エグゼクティブ・アビエーション(Amsair Executive Aviation)を設立し、息子のダニエル・ポール・シュガーに経営を任せた。アムストラッドと同様、社名の"Ams"はシュガーの名前の頭文字である。アムスエアは、複数の軽飛行機のほか、エンブラエル・レガシー650を1機（登録番号G-SUGA）を運航し、ビジネスジェットやエグゼクティブジェットのチャーターを行っている。

### アムスプロップ
アムスプロップ(Amsprop)はシュガーが所有していた不動産投資会社で、現在は息子のダニエルが経営している。
2007年の『アプレンティス』の優勝者のサイモン・アンブローズは、シリーズ終了後にアムスプロップ社に勤務した。しかし、2010年4月、自分のベンチャー企業を立ち上げるために退職したと報じられた。

### ヴィグレン
シュガーは2009年7月まで、主に教育機関や公共部門を対象としたITサービスプロバイダーであるヴィグレン(Viglen Ltd)のオーナー兼会長を務めていた。

### アムスクリーン
アムスクリーン(Amscreen)は、小売店、医療センター、レジャー施設などに設置するデジタルサイネージの広告スペースの販売を専門とする会社であり、シュガーが会長、長男のサイモン・シュガーが社長を務めている。『アプレンティス』の優勝者であるヤスミナ・シアダタンは、この会社で国民保健サービス(NHS)への販売を担当していた。

## 政治参加
2009年2月、『イブニング・スタンダード』紙のジャーナリスト・アンドリュー・ギリガンは、労働党がシュガーに2012年のロンドン市長選挙への出馬を打診したと主張した。シュガーは『ガーディアン』紙のインタビューでこの主張を嘲笑した。
しかし、同年6月5日のゴードン・ブラウン首相の内閣改造の際、BBCはシュガーに対し「エンタープライズ・チャンピオン」としての任務がオファーされたと報じた。6月7日、シュガーは自分の任命が政治的なものではないことを明らかにした。その中で、自分は政府に参加しないこと、任命は政治的に中立であること、そして自分がやりたいことは企業や起業家を助けることであることを述べた。
2014年8月、シュガーは、『ガーディアン』紙に寄せられた手紙の署名者となった200人の公人の一人として、9月に行われるスコットランドのイギリスからの独立を問う住民投票で、スコットランドがイギリスに留まることを希望すると表明した。
シュガーは2015年まで労働党の党員であり、その最大の寄付者の一人でもあった。2015年の総選挙から4日後の5月11日、シュガーは労働党を離党することを発表した。
この1年間、私は労働党がとった否定的なビジネス政策や、この党が勝利した場合に考えている反企業的なコンセプトにより、この党に対する信頼を失っていました。このことを党の幹部に何度も伝えました。私は1997年に労働党に参加しましたが、最近になって特にビジネスに関しては、かつての労働党が支持していたものに政策が戻ってきていると感じました。今年の初めには、総選挙の結果がどうであっても、私はこの党を辞める決意をしました。
2016年のロンドン市長選挙においては、シュガーは自分の方が政治的に人気があると主張し、労働党のサディク・カーンに投票しないよう繰り返し呼びかけたが、この選挙はカーンが勝利した。
2016年に行われたイギリスの欧州連合離脱是非を問う国民投票では、シュガーは残留を支持した。2017年の総選挙では、テリーザ・メイ率いる保守党を支持した。
2018年3月、シュガーは労働党のジェレミー・コービン党首がアドルフ・ヒトラーと一緒に車に乗っているように編集した画像をツイートしたが、後にコービン支持者からの苦情を受けて削除した。この事件の直前に、コービンは反ユダヤ主義に関する党の問題を解決する上で「もっとうまくやらなければならない」と発言していた。影の内閣の財務大臣のジョン・マクドネルは、直ちにツイートを削除してその内容を否定するようシュガーに要求した。シュガーは、「（自分はこの画像の）発案者ではない」「火のないところに煙は立たない」と応じた。
2018年4月5日、シュガーはジェレミー・コービンを批判する詩を発表した。2018年12月、シュガーはテレビのインタビューで、コービンが首相になったらイギリスを離れると述べた。
シュガーは2019年の保守党の党首選挙でボリス・ジョンソンを支持した。 その後、2019年の総選挙では保守党を支持した。

## 私生活
シュガーは無神論者だが、ユダヤ人としての血統を誇りに思っている。
1968年4月28日、ロンドンのグレート・ポートランド・ストリートで、元美容師のアン・シモンズ(Ann Simons)と結婚した。2人の間には2人の息子と1人の娘がいる。夫妻はエセックス州チグウェルに住んでいる。アンの姪に女優のリタ・シモンズがいる。
シュガーは1975年から飛行機の操縦をしており、4人乗り軽飛行機のSR22と13人乗りビジネスジェット機のレガシー650を所有している。2008年7月5日、シティ・エアポート・マンチェスターの芝の滑走路にSR22で着陸しようとした際、悪天候と濡れた路面のため、滑走路をオーバーランした。シュガーに怪我はなかったが、機体は損傷を受けた。
2009年2月、イスラエルがガザで行っている軍事作戦に対抗して、イギリス在住のユダヤ人の殺害対象者リストにシュガーの名が上がっていると『ザ・サン』紙が報じ、シュガーは同紙に対して法的手続きを開始したことが報じられた。この脅迫は、『ザ・サン』紙の元記事を書いたグレン・ジェンビーが、身分を偽ってムスリムのサイトに投稿したものとされている。
2015年、シュガーの推定財産は10億4千万ポンドだった。
2020年12月、兄と姉がともに新型コロナウイルス感染症で死亡したことを発表した。

## 賞・栄誉と慈善活動
2000年の叙勲で「ホームコンピュータおよび電子産業への貢献」によりナイトの称号を授与された。2009年7月20日、ロンドンのハックニー区クラプトンのシュガー男爵として一代貴族になった。
1988年にロンドン大学シティ校から、2005年にブルネル大学から名誉科学博士号を授与された。
2015年10月29日、イギリスの企業・リッチトピア社による「最も影響力のあるイギリスの企業家100人」(100 Most Influential British Entrepreneurs)の第5位に選ばれた。2017年には"Essex Power 100"で1位となり、エセックス州で最も有力な人物に選ばれた。
ジューイッシュ・ケアやグレート・オーモンド・ストリート病院などの慈善事業に力を入れており、2001年には労働党に20万ポンドを寄付した。

## 論争

### 性差別法
シュガーは、女性に対して「時代遅れ」の態度をとっているとして非難されている。1970年代にイギリスで制定された、採用の面接時に女性に子供を産む予定があるかどうかを尋ねることを禁止する法律について、シュガーは「これらの法律は女性にとって逆効果です。聞くことが許されていないのなら、雇わなければいいだけです。女性が仕事を得るのは難しくなるでしょうね」と述べた。

### ツイート
2013年9月30日、シュガーは、iPhone 5の製造ラインを離れたことを注意されて泣いている中国人の子供の写真をツイートした。このツイートは、マージーサイド警察のヘイトクライム専門捜査チームによって調査され、「ヘイトインシデント」に分類されるべきだと判断された。
2018年6月20日、シュガーは、偽物のハンドバッグやサングラスの画像の横にサッカーセネガル代表の写真を載せた画像をツイートし、選手の一部がマルベーリャで遭遇したホーカーズにそっくりだと主張した。その後、人種差別との非難を受け、ジョークだと弁明した後にツイートを削除した。